# Походження видів (оповідання)
«Походження видів» (рос. Происхождение видов) — оповідання Віктора Пелевіна, вперше видане у 1993 році.

## Сюжет
В матеріалістичному і атеїстичному суспільстві, яким був СРСР, значну роль приписували теорії еволюції Чарлза Дарвіна. Сам автор теорії виглядав культовою постаттю, як основоположник всепереможного вчення про походження видів. В цьому культурному контексті зрозуміла абсурдистська атмосфера сюжету. В оповіданні Дарвін подорожує на «Біглі», команда якого схиляється перед ним. Боцман ходить за ученим з відром, де заморожена пляшка шампанського. Вся увага капітана і команди спрямовані на великі експерименти Дарвіна з еволюції. До нього запускають кремезних мавп, щоб у поєдинку один на один черговий раз переміг Дарвін. Все це ніби просуває Дарвіна до створення великої теорії.